# Forêt des Dhuits
La forêt des Dhuits est une forêt domaniale située dans la Haute-Marne, au sud de Colombey les Deux Églises. Le général de Gaulle aimait s'y promener.